# Gouverneur de Khyber Pakhtunkhwa
Le gouverneur de Khyber Pakhtunkhwa est le représentant de l'État dans la province pakistanaise de Khyber Pakhtunkhwa. Il est nommé par le président de la République sur le conseil du Premier ministre. Son pouvoir est généralement assez limité, alors que le pouvoir exécutif local repose surtout entre les mains du ministre en chef. 

## Histoire
La fonction est créée le 15 août 1947 lors de l'indépendance du pays. Elle disparaît le 14 octobre 1955 avec la suppression de la province de la Frontière-du-Nord-Ouest. Elle est enfin recréée le 1er juillet 1970 par le président Muhammad Yahya Khan après la dissolution de la province du Pakistan occidental qui est remplacée par les quatre provinces actuelles, dont celle de la Frontière-du-Nord-Ouest, qui prend le nom de Khyber Pakhtunkhwa en 2010.

## Liste
| Nom                                                      | Début fonction   | Fin fonction      | Affiliation                           |
| -------------------------------------------------------- | ---------------- | ----------------- | ------------------------------------- |
| Sir George Cunningham                                    | 15 août 1947     | 9 avril 1948      | Indian Civil Service                  |
| Sir Ambrose Dundas Flux Dundas                           | 19 avril 1948    | 16 juillet 1949   | Indian Civil Service                  |
| Sahibzada Mohammad Khurshid                              | 16 juillet 1949  | 14 janvier 1950   | Indépendant                           |
| Muhammad Ibrahim Khan (intérim)                          | 14 janvier 1950  | 17 février 1950   | Administration judiciaire             |
| Ibrahim Ismail Chundrigar                                | 17 février 1950  | 23 novembre 1951  | Ligue musulmane                       |
| Khwaja Shahabuddin                                       | 24 novembre 1951 | 17 novembre 1954  | Ligue musulmane                       |
| Qurban Ali Shah                                          | 17 novembre 1954 | 14 octobre 1955   | Indépendant                           |
| Pakistan occidental (14 octobre 1955 – 1er juillet 1970) |                  |                   |                                       |
| K.M. Azhar Khan                                          | 1er juillet 1970 | 25 décembre 1971  | Armée pakistanaise                    |
| Hayat Sherpao                                            | 25 décembre 1971 | 30 avril 1972     | Parti du peuple pakistanais           |
| Arbab Sikandar Khan                                      | 29 avril 1972    | 15 février 1973   | Parti national Awami                  |
| Aslam Khattak                                            | 15 février 1973  | 24 mai 1974       | Parti national Awami                  |
| Syed Ghawas                                              | 24 mai 1974      | 1er mars 1976     | Parti du peuple pakistanais           |
| Naseerullah Babar                                        | 1er mars 1976    | 6 juillet 1977    | Parti du peuple pakistanais           |
| Abdul Hakeem Khan                                        | 6 juillet 1977   | 17 septembre 1978 | Administrateur civil                  |
| Fazl-Haq                                                 | 11 octobre 1978  | 12 décembre 1985  | Armée pakistanaise                    |
| Nawabzada Abdul Ghafoor Khan Hoti                        | 30 December 1985 | 18 avril 1986     | Jamiat Ulema-e-Islam                  |
| Syed Usman Ali Shah                                      | 18 avril 1986    | 27 août 1986      | Administrateur civil                  |
| Fida Mohammad Khan                                       | 27 août 1986     | 16 juin 1988      | Ligue musulmane du Pakistan (N)       |
| Amir Gulistan Janjua                                     | 16 juin 1988     | 19 juillet 1993   | Indépendant                           |
| Khurshid Ali Khan                                        | 19 juillet 1993  | 5 novembre 1996   | Indépendant                           |
| Said Ibne Ali                                            | 5 novembre 1996  | 11 novembre 1996  | Indépendant                           |
| Arif Bangash                                             | 11 novembre 1996 | 17 août 1999      | Indépendant                           |
| Miangul Aurangzeb                                        | 18 août 1999     | 21 octobre 1999   | Ligue musulmane du Pakistan (N)       |
| Mohammad Shafiq                                          | 21 octobre 1999  | 14 août 2000      | Armée pakistanaise                    |
| Iftikhar Hussain Shah                                    | 14 août 2000     | 15 mars 2005      | Armée pakistanaise                    |
| Khalilur Rehman                                          | 15 mars 2005     | 23 mai 2006       | Ligue musulmane du Pakistan (Q)       |
| Ali Jan Aurakzai                                         | 24 mai 2006      | 7 janvier 2008    | Armée pakistanaise                    |
| Owais Ahmed Ghani                                        | 7 janvier 2008   | 9 février 2011    | Indépendant                           |
| Masood Kausar                                            | 10 février 2011  | 10 février 2013   | Parti du peuple pakistanais           |
| Shaukatullah Khan                                        | 10 février 2013  | 25 mars 2015      | Parti du peuple pakistanais           |
| Mehtab Ahmed Khan Abbasi                                 | 15 avril 2015    | 8 février 2016    | Ligue musulmane du Pakistan (N)       |
| Iqbal Zafar Jhagra                                       | 25 février 2016  | 20 août 2018      | Ligue musulmane du Pakistan (N)       |
| Mushtaq Ahmed Ghani (intérim)                            | 20 août 2018     | 5 septembre 2018  | Mouvement du Pakistan pour la justice |
| Shah Farman                                              | 5 septembre 2018 | 16 avril 2022     | Mouvement du Pakistan pour la justice |
| Mushtaq Ahmed Ghani (intérim)                            | 16 avril 2022    | 23 novembre 2022  | Mouvement du Pakistan pour la justice |
| Haji Ghulam Ali                                          | 23 novembre 2022 | 4 mai 2024        | Jamiat Ulema-e-Islam                  |
| Faisal Karim Kundi                                       | 4 mai 2024       | en fonction       | Parti du peuple pakistanais           |